# Eurytoma monemae
Eurytoma monemae är en stekelart som beskrevs av Ruschka 1918. Eurytoma monemae ingår i släktet Eurytoma och familjen kragglanssteklar. Inga underarter finns listade i Catalogue of Life.